# Authepsa

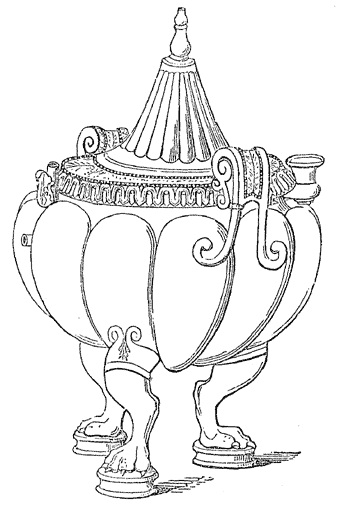
Immagine rappresentativa di una possibile authepsa (fonte: il primo brano tratto da A Dictionary of Greek...)

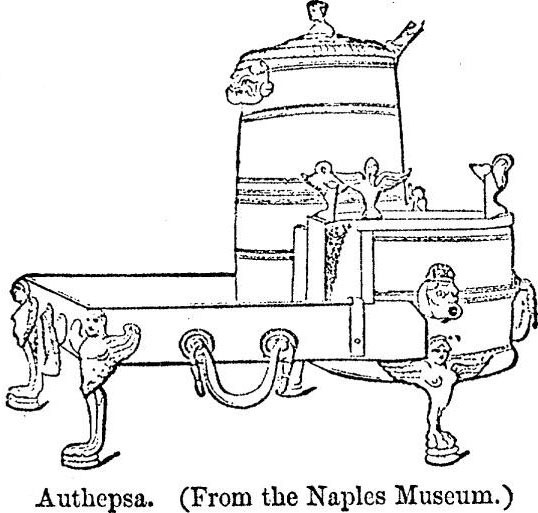
Aauthepsa più elaborata (fonte: il secondo brano tratto da A Dictionary of Greek...)

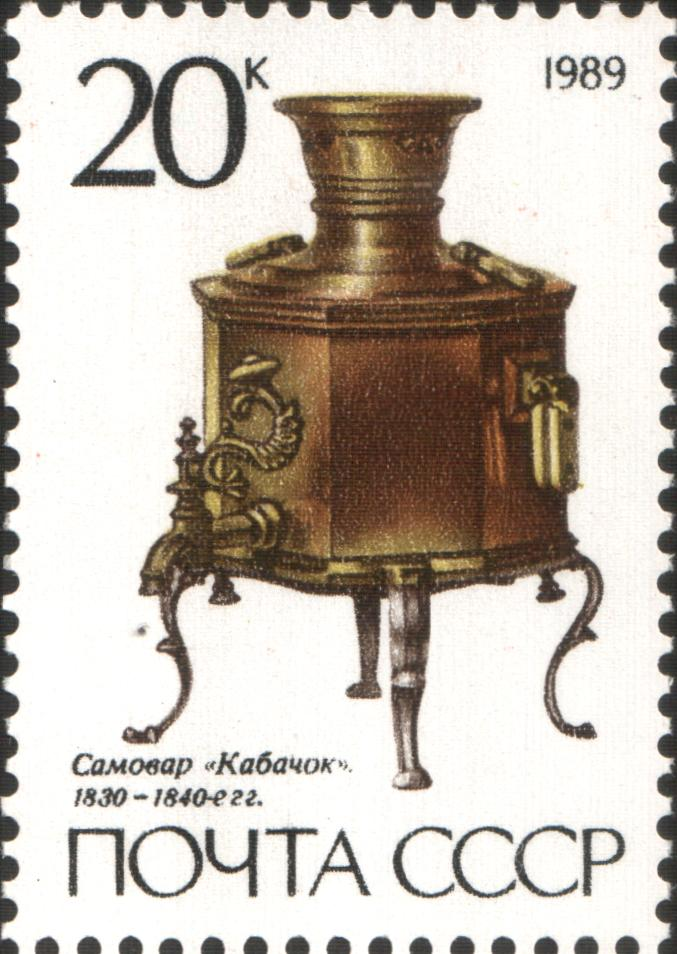
Un samovar del 1800, per fare un paragone

Nell'antichità classica, un authepsa o autepsa (in greco antico: αὐθέψης?da αὐτός + ἕψω, "auto-bollente", "auto-cucinante") era un recipiente utilizzato per bollire e/o riscaldare l'acqua. Generalmente si trattava di un particolare vaso con un cilindro posizionato al centro nel quale veniva conservato il carbone ardente in grado di surriscaldare l'acqua che veniva aggiunta al recipiente. 
Il Dizionario delle Antichità Greche e Romane lo descrive come segue: 
L'AUTHEPSA ( αὐθέψης ), o “auto-caldaia”, era un recipiente utilizzato per riscaldare l’acqua e mantenerla calda. Vi era l'usanza ai tempi dell'impero romano che i servitori servissero sia acqua calda che fredda alle tavole imbandite dei Romani (calidae gelidaeque minister, Giov. 5.63, con nota del sindaco). A questo scopo venivano utilizzati recipienti non molto dissimili dalle nostre moderne teiere. Questi potevano essere realizzati con materiali costosi e adornati con disegni artistici (authepsa illa, quam tanto pretio nuper mercatus est, Cic. pro Rosa. Amer. 46.133; authepsas argenteas, Lamprid. Heliog.19).
Sono stati rinvenuti numerosi simili congegni a Pompei ed Ercolano, ora esposti al Museo Nazionale (ex Borbonico) di Napoli. 
Per le sue similitudini, l'authepsa viene considerata l'antenata del samovar, che a sua volta viene tradotto come "auto-bollitore".